# Presidents de Sicília

Aquesta és la llista de presidents de la Regió Siciliana, des de la Segona Guerra Mundial fins a l'actualitat.

## Regió siciliana

### Alts comissaris
- Francesco Musotto (10 de setembre 1943 - juliol 1944)
- Salvatore Aldisio (juliol 1944 - març 1946)
- Paolo D'Antoni (març 1946 - octubre 1946, ad interim)
- Giovanni Selvaggi (19 d'octubre 1946 - 30 de maig 1947)

### Presidents de la Junta regional
- Giuseppe Alessi (1947 - 1949)
- Franco Restivo (1949 - 1955)
- Giuseppe Alessi (1955 - 1956)
- Giuseppe La Loggia (1956 - 1958)
- Silvio Milazzo (1958 - 1960)
- Benedetto Majorana della Nicchiara (1960 - 1961)
- Salvatore Corallo (1961)
- Giuseppe D'Angelo (1961 - 1964)
- Francesco Coniglio (1964 - 1967)
- Vincenzo Giummarra (1967)
- Vincenzo Carollo (1967 - 1969)
- Mario Fasino (1969 - 1972)
- Vincenzo Giummarra (1972 - 1974)
- Angelo Bonfiglio (1974 - 1978)

- Piersanti Mattarella (1978 - 1980, assassinat[1])
- Mario D'Acquisto (1980 - 1982)
- Calogero Lo Giudice (1982 - 1983)
- Santi Nicita (1983 - 1984)
- Modesto Sardo (1984 - 1985)
- Rino Nicolosi (1985 - 1991)
- Vincenzo Leanza (1991 - 1992)
- Giuseppe Campione (1992 - 1993)
- Francesco Martino (1993 - 1995)
- Matteo Graziano (1995 - 1996)
- Giuseppe Provenzano (1996 - 1998)
- Giuseppe Drago (1998)
- Angelo Capodicasa (1998 - 2000)
- Vincenzo Leanza (2000 - 2001)

### Presidents de la Regió
- Salvatore Cuffaro (17 de juliol 2001 - 18 de gener 2008, suspès[2])
- Raffaele Lombardo (14 d'abril 2008 - 10 de novembre 2012)
- Rosario Crocetta (10 de novembre 2012 - 10 de novembre 2017)
- Nello Musumeci (10 de novembre 2017 - en el càrrec)